# Bruc-sur-Aff
Bruc-sur-Aff (bretonska: Brug) är en kommun i departementet Ille-et-Vilaine i regionen Bretagne i nordvästra Frankrike. Kommunen ligger i kantonen Pipriac som tillhör arrondissementet Redon. År 2022 hade Bruc-sur-Aff 856 invånare.

## Befolkningsutveckling
Antalet invånare i kommunen Bruc-sur-Aff
Referens:INSEE